# مایت انکوانا ماشابانه
مایت انکوانا ماشابانه (زاده ۳۰ سپتامبر ۱۹۶۳ میلادی) وزیر روابط و همکاری‌های بین‌المللی آفریقای جنوبی است. وی از مه ۲۰۰۹ میلادی در این سمت است. مایت انکوانا ماشابانه همچنین عضو کنگره ملی آفریقا نیز می‌باشد.

## تحریم‌های علیه ایران
انکوانا ماشابانه ضمن ابراز ناخرسندی از «تحریم‌های ناعادلانه» علیه ایران گفته است: این تحریم‌ها، کشور آفریقای جنوبی و کل منطقه آفریقا را تحت تاثیر قرارداده و با مشکلات فراوانی روبرو ساخته که باید با همکاری مشترک به راهکاری برای حل این معضل دست یابیم.